# Cia Rinne
Cia Rinne är en finlandssvensk poet, som är känd för sin visuella poesi där hon blandar olika språk. Rinne är född i Göteborg 1973 och växte upp i Tyskland. Hon är filosofie magister och har studerat vid  Helsingfors universitet, vid Goethe institutet i Frankfurt och i Aten.
I sina verk tar Rinne ofta fasta på olika filosofiska och lingvistiska teman. Hon uppträder också världen över med ljudinstallationer, utställningar och performancer. I september 2019 tilldelades Rinne det franska litteraturpriset Prix Littéraire Bernard Heidsieck, som uppmärksammar nya former av litteratur.